# Weliki Presław
Weliki Presław (dawniej Presław, bułg. Велики Преслав) – miasto w północno-wschodniej Bułgarii w obwodzie szumeńskim. Liczy ok. 10 tys. mieszkańców.

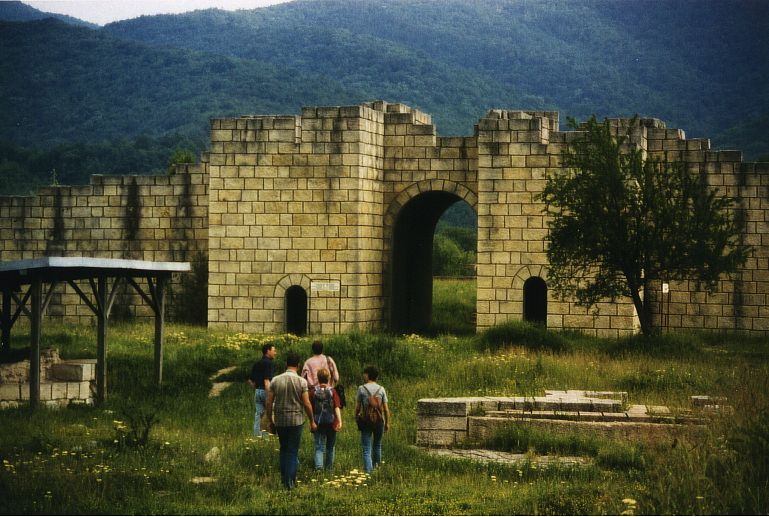
Brama wjazdowa do miasta

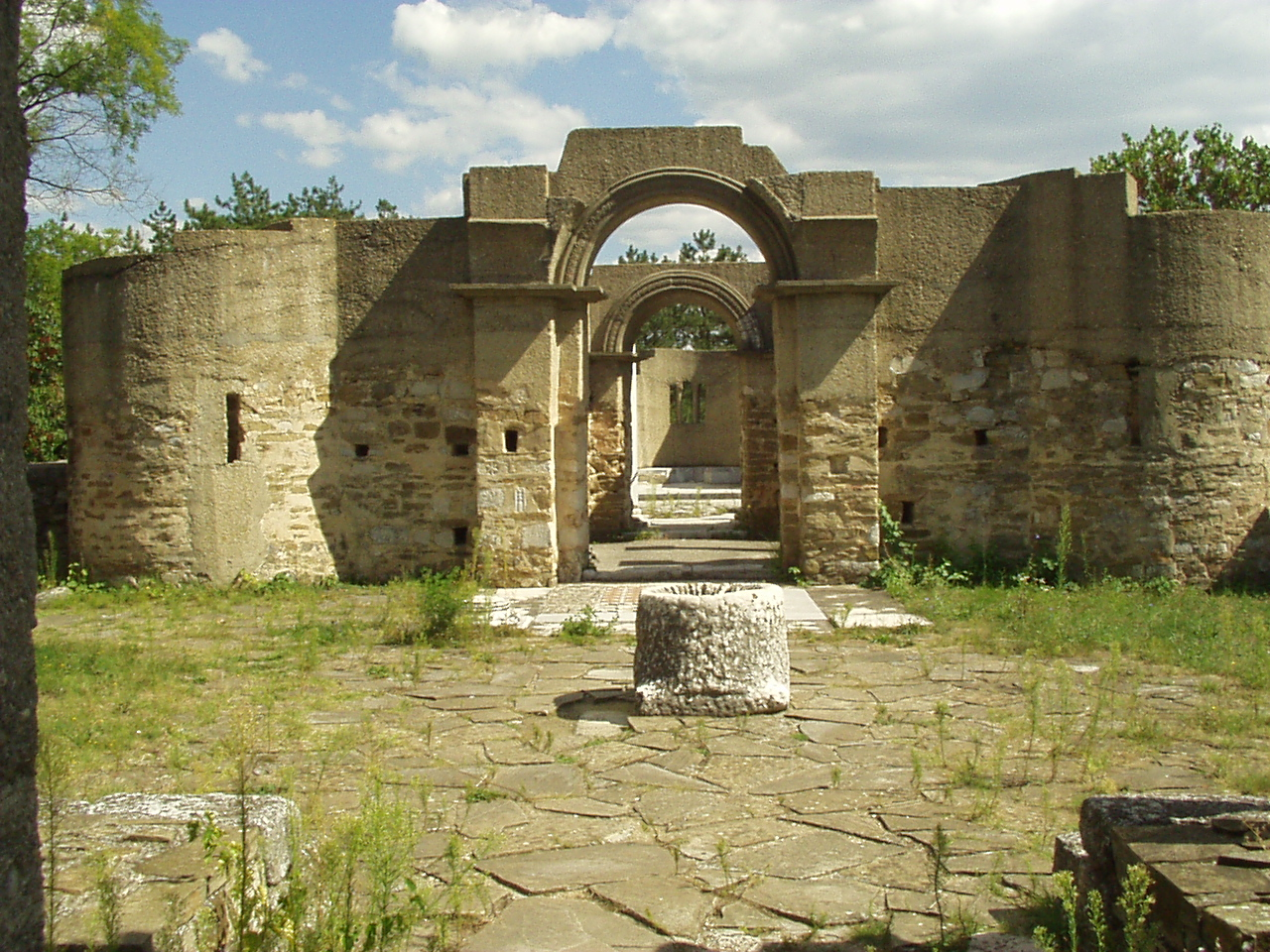
Ruiny Okrągłej Cerkwi

Od 894 r. stolica Bułgarii, przeniesiona tutaj z pogańskiej Pliski, która stała się miejsciem antychrześcijańskiej rewolty księcia Włodzimierza Rasate (889–893). Na przełomie IX i X w. znaczący ośrodek administracyjny, gospodarczy i kulturalny pierwszego państwa bułgarskiego. Po sprowadzeniu przez cara Symeona I (893–927) uczniów Cyryla i Metodego powstała tutaj szkoła piśmiennicza, znana pod nazwą szkoły presławskiej.
Powstały tu liczne budowle, wznoszone w stylu wzorowanym na najlepszych osiągnięciach bizantyjskich. Największym osiągnięciem jest tzw. Okrągła Cerkiew, zwana czasem Złotą - była to rotunda z dwunastoma marmurowymi kolumnami i półokrągłymi konchami symbolizującymi dwunastu apostołów. Od strony zachodniej zbudowany był natomiast trójdzielny narteks z dwiema wieżami. W mieście znajdowało się również wiele innych kościołów i klasztorów, z których najbardziej znany to Patlejna (pod wezwaniem św. Pantelejmona) słynący z warsztatów produkujących ceramikę malowaną.
Po zdobyciu miasta przez wojska bizantyjskie w 972 r. miasto zostało zniszczone i już nigdy nie wróciło do poprzedniej świetności.